# The All-American Rejects
The All-American Rejects (comumente abreviada como AAR) é uma banda de rock estadunidense, formada em Stillwater, Oklahoma em 1999. A banda é constituída pelo vocalista e baixista Tyson Ritter, o guitarrista principal e vocalista de apoio Nick Wheeler, o guitarrista rítmico e vocalista de apoio Mike Kennerty e o baterista Chris Gaylor. Wheeler e Ritter atuam como compositores da banda; Wheeler é o compositor principal e Ritter é o letrista principal. Apesar de Kennerty e Gaylor não serem membros desde o início, eles apareceram em todos os videoclipes da banda e em todos os lançamentos de estúdio, com exceção do álbum de estreia autointitulado.
O grupo conquistou sucesso mainstream com seu álbum de estreia autointitulado, The All-American Rejects, lançado em 2002 pela DreamWorks Records. O álbum recebeu o certificado de platina da Recording Industry Association of America (RIAA) e gerou o sucesso "Swing, Swing". O segundo álbum de estúdio da banda, Move Along (2005), alavancou o sucesso da banda, produzindo as canções "Dirty Little Secret", "Move Along" e "It Ends Tonight", tendo todas alcançando o top quinze da Billboard Hot 100, enquanto o álbum conquistou o certificado de platina dupla da RIAA. Seu terceiro álbum de estúdio, World Comes Down, foi lançado em 2008 e posteriormente recebeu o certificado de ouro, enquanto o carro-chefe do projeto, "Gives You Hell", tornou-se a canção mais bem sucedida da banda até o momento, alcançando a quarta posição da Billboard Hot 100 e o top cinco em múltiplos países. "Gives You Hell" também conqistou o certificado de platina quádrupla pela RIAA, pelas mais de quatro milhões de unidades vendidas nos Estados Unidos. Kids in the Street, o quarto álbum de estúdio da banda, foi lançado em 26 de março de 2012 e estreou na 18ª colocação da Billboard 200. Em 30 de outubro de 2015, a banda lançou um novo single, intitulado "There's a Place".
The All-American Rejects vendeu mais de 10 milhões de cópias mundialmente. Eles foram classificados na 73ª colocação da lista "Hot 100 Artists of the 2000s" e na 183ª colocação da "Billboard 200 Artists of the Decade". A banda continuou em turnê e lançou os singles "Sweat" em 7 de julho de 2017, e "Send Her to Heaven" sob seu novo selo, Epitaph, em 16 de julho de 2019.

## História
The All-American Rejects começou sua carreira no final da década de 1990, tocando pela primeira vez numa escola de Stillwater.
A banda lançou seu primeiro álbum independente em 2000 e acabou por conquistar uma grande base de fãs na sua região. Eles foram convidados a abrirem show para as bandas The Flaming Lips e Caroline's Spine. A música deles também foi comprada para ser usada no programa Undressed, até então um hit da MTV.
Em 2001, a banda lançou o EP Same Girl, New Songs e começou a fazer turnês pelo Oeste Americano. Pelo final da turnê, a banda assinou um contrato com a gravadora Doghouse.
Em 15 de outubro de 2002, trabalhando com o produtor Tim O'Heir, lançaram o seu álbum de estreia internacional, o The All-American Rejects. Desse álbum veio o single "Swing, Swing" pelo qual são mais conhecidos (o que fez alguns acharem que eles se tornariam uma "banda de um sucesso só").
Em 2005, o The All-American Rejects lançou o álbum Move Along, do qual veio o single "Dirty Little Secret". Em 2006 lançou seu mais novo single, a faixa-título "Move Along".
O grupo venceu em 2006 a categoria de "Melhor Grupo" no VMA06, premiação dos melhores da música pela MTV.
Em 28 de agosto de 2006 foi lançado na MTV Americana o quarto videoclipe do álbum Move Along, "It Ends Tonight".
Em 2008, lançaram o álbum "When the World Comes Down", e dele veio o single "Gives You Hell", que ganhou um clipe e muito sucesso nas rádios, chegando a estar do sexto lugar da Billboard Hot 100.

## Integrantes
- Tyson Ritter → vocal, baixo e piano (1999—presente)
- Nick Wheeler → guitarra, teclado e vocal de apoio (1999—presente)
- Mike Kennerty → guitarra rítmica e vocal de apoio (2002—presente)
- Chris Gaylor → bateria e percussão (2002—presente)

Ex-Integrantes
- Tim Campbell → bateria (2000—2001)
- Jesse Tabish → guitarra e vocal (1999—2000)

## Discografia
Álbuns de estúdio
| Ano  | Álbum |
| ---- | --- |
| 2003 | The All-American Rejects - Lançamento: 4 de Fevereiro de 2003 - Gravadora: DreamWorks (14035) - Formatos: CD, Download, LP   |
| 2005 | Move Along - Lançamento: 12 de Julho de 2005 - Gravadora: Interscope (4791) - Formatos: CD, Download, LP                     |
| 2008 | When the World Comes Down - Lançamento: 16 de Dezembro de 2008 - Gravadora: DGC / Interscope (8927) - Formatos: CD, Download |
| 2012 | Kids in the Street - Lançamento: 26 de Março de 2012 - Gravadora: DGC / Interscope - Formatos: CD, Download                  |